# Pingshan, Chongqing
Pingshan (kinesiska: 坪山) är en köping i sydvästra Kina. Den ligger i Dianjiang härad i storstadsområdet Chongqing,  omkring 100 kilometer nordost om det centrala stadsdistriktet Yuzhong. Antalet invånare är 29 409. Befolkningen består av 14 545 kvinnor och 14 864 män. Barn under 15 år utgör 26,0 %, vuxna 15-64 år 58 %, och äldre över 65 år 15,0 %.